# 카스텔디사소
카스텔 디 사소(이탈리아어: Castel di Sasso)는 이탈리아 캄파니아주의 코무네다. 나폴리로부터 북쪽으로 40km, 카세르타로부터 북서쪽으로 14km거리에 있다.